# 反式作用干扰小RNA

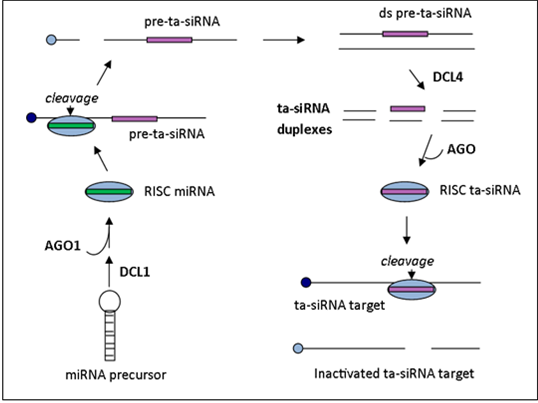
tasiRNA（TAS1、TAS2與TAS4）生成的途徑

反式作用干扰小RNA（Trans-acting siRNA，簡稱tasiRNA）是陸生植物的一類小干擾RNA（siRNA），可進行RNA干擾，抑制其他基因的表現。tasiRNA最早於2004年在模式生物阿拉伯芥中發現，植物有TAS1、TAS2、TAS3與TAS4四個基因家族的基因編碼tasiRNA，這些基因轉錄產生的RNA後會被多腺苷酸化，在miRNA介導之下TAS1、TAS2與TAS4轉錄的RNA5'端會被Ago1切割，TAS3轉錄的RNA則是3'端被Ago7切割，接著此RNA由RNA複製酶RDR6轉為雙股RNA後，再被DCL4切割成長21nt且3'端有突出端的小雙股RNA，可與RNA誘導沉默複合體（RISC）結合以進行RNA干擾，將目標mRNA的切割移除。
陸生植物有數種tasiRNA可抑制生长素应答因子（auxin response factor，ARF）的mRNA表現，其突變會造成植株發育異常。

## 註腳
1. ↑  過去認為需TAS3轉錄的RNA在此步驟有兩個位點會與Ago7結合，但僅有3'端的位點被切割，後續研究認為僅有5'端的位點和Ago7結合並非必要，但可增進tasiRNA生成與調控的準確度[4]。